# René Mézangeau
René Mézangeau (parfois écrit Mésangeau, Mésangeot, etc.) né vers 1568, peut-être à Paris, mort en janvier 1638 à Paris est un luthiste et compositeur français.

## Biographie
En 1619, il épouse la fille de Jean Jacquet, facteur d'épinettes. Vers 1621, il est musicien à la cour du roi Louis XIII et le célèbre luthiste Ennemond Gaultier a probablement été son élève - celui-ci écrit un Tombeau de Mézangeau à l'occasion du décès de son maître. À cette époque, le luth est l'instrument le plus prisé à la cour royale et dans l'aristocratie.
Mézangeau écrit des pièces originales pour son instrument ainsi que des transcriptions. Il figure parmi ceux qui, à cette époque, établissent une technique de jeu toujours plus raffinée et délicate ; il est notamment à l'origine d'un nouvel accordage en ré mineur, utilisé dans le style brisé. Il est considéré de son temps comme l'un des luthistes les plus accomplis, comme l'attestent notamment Pierre Ballard et Marin Mersenne.